# Agelas conifera
Agelas conifera är en svampdjursart som först beskrevs av Schmidt 1870.  Agelas conifera ingår i släktet Agelas och familjen Agelasidae.
Artens utbredningsområde är Karibiska havet. Inga underarter finns listade i Catalogue of Life.